# KMP Holdings
KMP Holdings (Hangul: KMP 홀딩스) foi uma empresa sul-coreana de distribuição de música, sediada em Gangnam-gu, Seul e inaugurada em 18 de março de 2010.

## História
Em março de 2010, a KMP Holdings foi fundada por meio de um empreendimento conjunto entre a S.M Entertainment, YG Entertainment, JYP Entertainment, Star Empire Entertainment, dentre outras empresas do entretenimento sul-coreano. A KMP Holdings se tornou a partir de então, o distribuidor oficial de lançamentos dessas empresas e seu diretor executivo, foi o produtor e compositor Kim Chang-whan, representante da Media Line.
A KMP Holdings passou a englobar diversas áreas do entretenimento como: serviço de música, distribuição de música digital e produção de programas de televisão. Em novembro de 2012, foi adquirida pela KT Music, subsidiária da KT Corporation e, em meados de junho de 2013, toda a sua rede de distribuição foi absorvida.